# Historia económica de Honduras
La Historia Económica de Honduras ha estado marcada por los diferentes cambios políticos que ha experimentado el país. Desde los tiempos de la Colonia el modelo económico ha sido parte fundamental de las políticas internas, sufriendo diversos cambios a lo largo de la historia nacional, especialmente desde la última mitad del siglo XX.
Los distintos períodos de la historia económica en Honduras se distinguen, en lo fundamental, por la importancia relativa de ciertos recursos en las exportaciones y según el distinto rol del Estado en la economía.

## Siglos XV a XIX
En tiempos coloniales, la economía hondureña tenía como su eje la producción agrícola, ganadera y minera, hasta finales del siglo XIX. Se conoce por la historia que la ciudad de Gracias fue la primera capital de la Centroamérica conocida, en virtud de haberse creado la Real Audiencia de los Confines establecida el 16 de mayo de 1544; es más, uno de los puertos más importantes del Imperio español fue Puerto caballos hoy Puerto Cortés, desde donde partían las mercancías hacia la península ibérica y se recibían, entre otros objetos, comidas, animales, inmigrantes quienes llegaban a América a buscar nuevos horizontes. La primera casa de moneda fue la Caxa Real con sede en ese entonces capital colonial Comayagua, que a su vez recaudaba impuestos, en cada ciudad capitalista existía un contador real, que aparte de perito, gestionaba y garantizaba la recolección de tributos.

## sigloXIX
Después de que Honduras se independizó de España en el siglo XIX, su crecimiento económico estuvo relacionado con su capacidad para desarrollar productos atractivos para la exportación. Durante gran parte del siglo XIX, la economía hondureña trató a través del ganado y posteriormente lo fue la agricultura, pero sin resultados positivos. En la última parte de ese siglo, la actividad económica se aceleró con la explotación de los metales preciosos. Las minas más importantes se encontraban en las montañas aledañas a la capital (Tegucigalpa) las cuales eran propiedad de la de Nueva York y Honduras Rosario Mining Company (NYHRMC).
La plata fue el principal metal extraído, representando alrededor del 55 por ciento de las exportaciones en la década de 1880. Sin embargo los efectos positivos de la minería en la economía hondureña fueron muy pocos. Las compañías mineras construyeron algo de infraestructura, y se redujo durante este período, restricciones monetarias en el comercio. Pero la industria minera nunca se integró de lleno en el resto de la economía nacional. Las empresas mineras empleaban una pequeña fuerza laboral, y proveían poco o nada de ingresos al gobierno, además de trabajar con equipos de minería importados.
Con las concesiones mineras también llegarían representantes de bancos internacionales, como los de Londres, París, Amsterdan, Nueva York, entre otros, quienes manejaban por ese entonces en circulación el Peso hondureño y devaluado desde 1870, para las otras monedas como la Libra esterlina, el franco y el dólar estadounidense. Esto motivo a empresarios mineros nacionales abrirse paso entre las grandes economías y fundar Bonos nacionales, manejados por el Banco Centro-Americano el cual fue el primer banco nacional de Honduras de carácter privado, operó en 1888 en Tegucigalpa y fue encargado de emitir billetes; de igual forma fue fundado el Banco Nacional Hondureño siempre de carácter privado, sobre todo en el manejo de dinero de las concesiones mineras; estos dos bancos se fucionaron y dieron paso al Banco de Honduras, S.A. ya con capital Honduro-estadounidense, fue un fuerte competidor en el manejo del cambio de moneda internacional a Pesos hondureños, este banco tenía participaciones en la minería, agricultura, en el ferrocarril, etc. cesó operaciones en la segunda década del siglo XX, debido a repartirse intereses políticos y económicos, más los problemas de guerras civiles fratricidas e ideológicas. El siguiente banco en fundarse sería el Banco Atlántida S.A. un 17 de diciembre de 1914 en la ciudad de La Ceiba, autorizado para emitir billetes nacionales, hasta la creación de la moneda nacional actual el Lempira en 1932, el Banco Central de Honduras no sería fundado hasta la mitad del siglo XX y junto a él la otra entidad agrícola el Banco Nacional de Fomento, hoy BANADESA.              

## sigloXX

### El cultivo del banano en Honduras

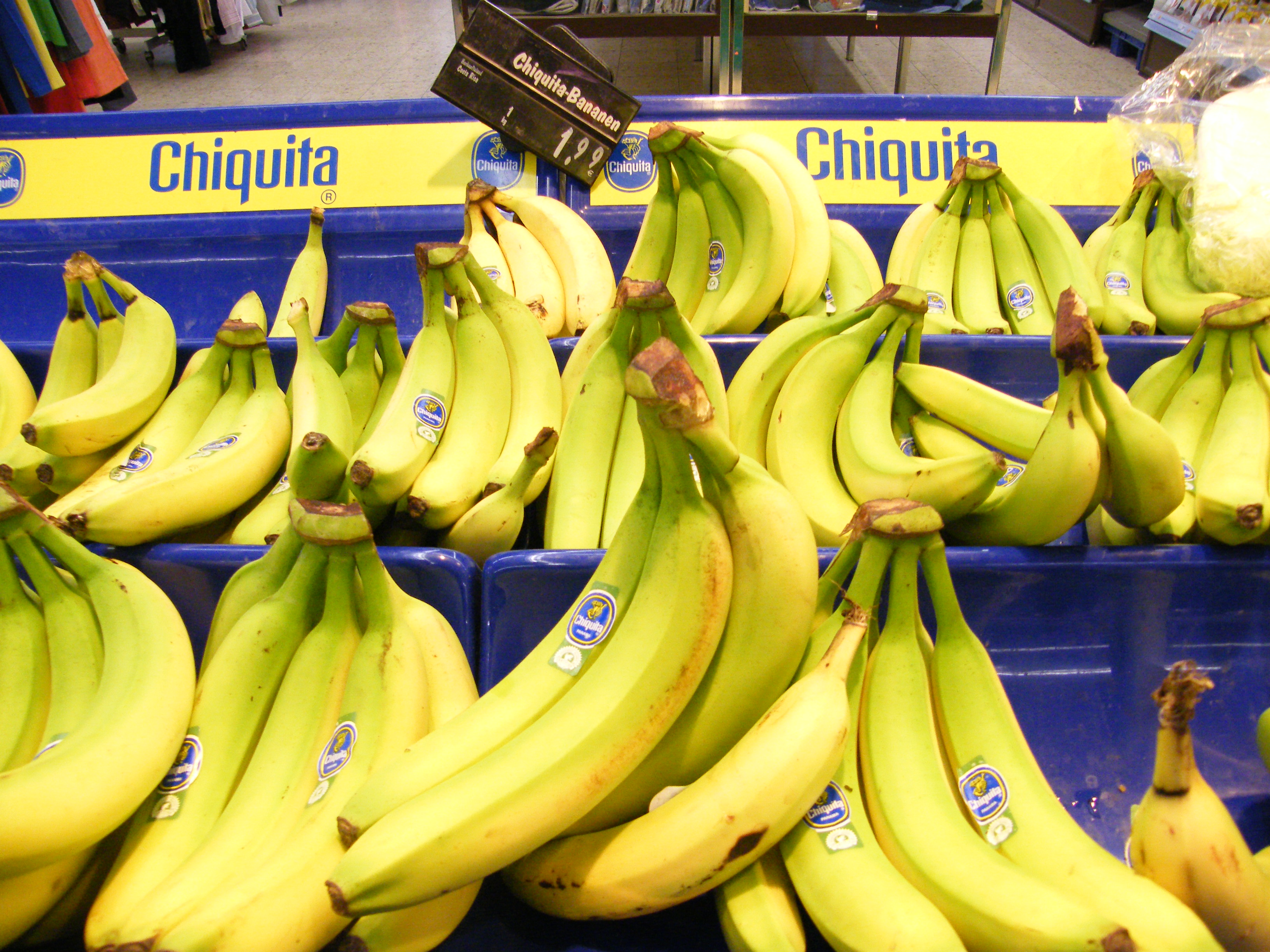
El banano es uno principales productos de exportación de Honduras

En el siglo XX la actividad económica de Honduras a nivel internacional aumentó considerablemente. Entre 1913 y 1929, sus exportaciones agrícolas aumentaron de US$ 3 millones (2 millones de dólares estadounidenses venta de banano) a US$ 25 millones (de dólares US$21 millones en venta de banano) hacia Estados Unidos. Este crecimiento en las exportaciones contó con el respaldo de más de US$ 40 millones de inversión en infraestructura para Honduras, por parte de las compañías bananeras. Esta inversión estuvo protegida por el gobierno de Estados Unidos, cada vez que estas empresas se sentían amenazadas.
El rendimiento global de la economía hondureña, se mantuvo estrechamente ligado a los precios del banano y a su producción desde 1920 hasta después de mediados del siglo, ya que otras formas de agricultura comercial de exportación tardaron en aparecer. A mediados de la década del 50 la fuerza laboral asociada con el cultivo del banano se redujo drásticamente. Ésta representaba una proporción significativa de los asalariados en el país. Justo antes de la mayor huelga de la industria del banano en 1954, aproximadamente 35.000 trabajadores realizaron trabajos en las plantaciones bananeras de la United Fruit Company (más tarde Unidos Brands Company, a continuación, Chiquita Brands International) o la Standard Fruit Company (más tarde presentado por Castle and Cook, y después, Dole Food Company).
A partir de 1950, el gobierno de Honduras alentó la modernización agrícola y la diversificación de las exportaciones por el gasto en gran medida de la infraestructura de transporte y comunicaciones, el crédito agrícola y asistencia técnica. Como resultado de estas mejoras y los altos precios internacionales de exportación, la carne, el algodón y el café se convirtieron por primera vez en importantes productos de exportación. Asimismo la azúcar, la madera, y el tabaco también fueron exportadas. Ya en el año de 1960, el banano había sido reducido a una participación más modesta (45%) del total de las exportaciones. Y como lo muestra la imagen el banano es uno de los principales productos de exportación en Honduras los cuales se exportan principalmente a Estados Unidos El auge de los enclaves bananeros urbanizaron la zona norte de Honduras con ciudades que ahora muestran un despegue económico notable, tales como San Pedro Sula, La Ceiba, Progreso y el puerto más importante de Centro América Puerto Cortés. La acumulación de capital bananero se extendió vertical, horizontal y profundamente en inversiones industriales y de servicio, pero a su vez atrofió el capitalismo criollo.

### MCCA y la ayuda externa

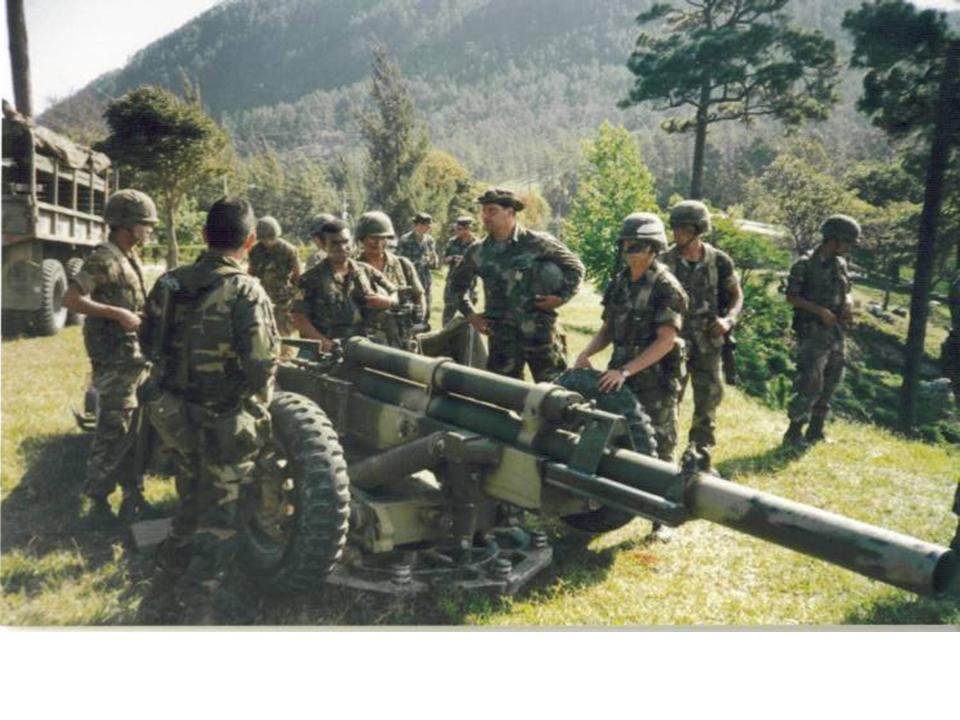
Los gastos de defensa de Honduras aumentó en la década de los 80's, consumiendo el 30% del presupuesto nacional

Durante la década de 1960, el crecimiento industrial fue estimulada por la creación del Mercado Común Centroamericano (MCCA ). Como resultado de la reducción de las barreras al comercio regional y la construcción de un alto arancel externo común, algunos productos fabricados en Honduras, como jabones, se vendían con éxito en otros países de América Central. Sin embargo, debido al mayor tamaño y eficiencia relativa de los sectores industriales salvadoreños y guatemaltecos, Honduras compró más a sus vecinos de lo que lo vendió a ellos. Después de la guerra de fútbol (1969) con El Salvador, Honduras se retiró del Mercado Común Centroamericano. Favorables acuerdos comerciales bilaterales entre Honduras y los otros socios centroamericanos se negociaron posteriormente.
Un cambio político en la década de 1980 tuvo fuertes repercusiones e inesperadas en la situación económica del país. A finales de 1979, con la propagación de la insurgencia en los países vecinos, los militares hondureños comenzaron a apoyar con entusiasmo las políticas estadounidenses en la región. Esta alineación con el gobierno norteamericano dio como resultado apoyo financiero que benefició a la población civil, así como los ministerios y las agencias militares de Honduras. Los gastos de defensa de Honduras aumentó a lo largo de la década de 1980 hasta que se consumir del 20 a 30 % del presupuesto nacional. Antes de la escalada militar que se inició en el año fiscal (FY) 1980, la asistencia de militares de Estados Unidos a Honduras fue menos de US$ 4 millones. En 1981 la ayuda militar fue más del doble ascendiendo a US$9 millones. En 1982 la ayuda llegó a US$31 millones y en el año fiscal 1983 se situó en US$ 48,3 millones de dólares. Pronto Honduras se convirtió en décimo país receptor de ayuda económica estadounidense en el mundo. En 1985 esta ayuda llegó a US $200 millones y se mantuvo a no menos de US$100 millones de dólares para el resto de la década de 1980.
La creciente dependencia de la economía hondureña en la ayuda externa se vio agravada por una severa disminución, en toda la región económica durante la década de 1980. La inversión privada se desplomó en 1980, y la fuga de capitales de ese año fue de US$ 500 millones. Para empeorar las cosas, los precios del café cayeron en el mercado internacional en la década de 1980 y se mantuvo baja durante toda la década. En 1993 el ingreso promedio anual per cápita continuó siendo deprimente baja a unos US$ 580 dólares, y el 75 por ciento de la población era pobre según los estándares definidos internacionalmente.

### Desastres naturales

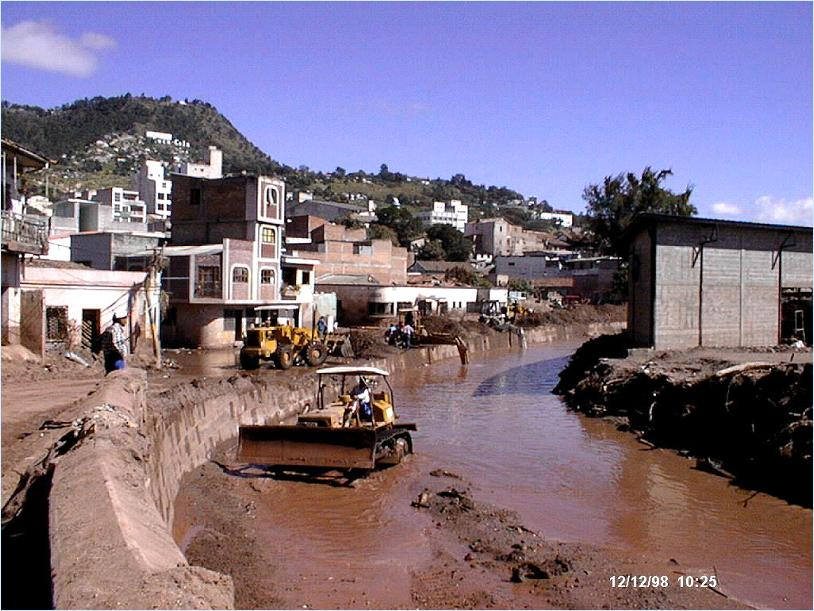
El huracán Mitch causó grandes pérdidas económicas a Honduras en 1998.

El banano y el café también han demostrado ser fuentes poco fiables de ingresos. Aunque el banano está menos sujeto a los caprichos de los mercados internacionales que el café, desastres naturales como el huracán Fifí en 1974, y sequía, han aparecido de forma regular afectando las cosechas y por ende la economía hondureña. Por otra parte, el banano se cultiva y comercializa en su mayoría, por empresas internacionales, que mantienen la mayor parte de la riqueza generada. Las exportaciones de café, igualmente fiable como fuente principal de apoyo económico, superó al banano a mediados de los 70's como principal fuente de ingresos de exportación, pero su precio internacional disminuye, junto a enormes déficit fiscales lo que subraya la vulnerabilidad del café como base económica.
Honduras entró en la década de 1990, con algunos factores a su favor. Una paz relativa, y un gobierno civil con menos interferencia militar en la política y la economía del país. Sin embargo, el país cojeaba debido a su deuda externa. El país dependía en sus disminuidos recursos naturales y un rápido crecimiento y urbanización de su población. El gobierno entonces, se vio forzado a tratar de crear una base económica capaz de compensar por la retirada de gran parte de la ayuda estadounidense depender exclusivamente de las exportaciones agrícolas tradicionales.
La década de 1990, vio el resurgimiento del banano debido a su demanda en Europa. Las pequeñas cooperativas productoras de banano vendieron sus tierras a los gigantes compañías del banano y los últimas tierras en poder del gobierno se privatizaron. Como la mayoría de los países Centroamericanos América, Honduras en esta década comenzó a atraer a los inversionistas extranjeros, especialmente, empresas de ensamblaje de ropa en su mayoría provenientes de Asia. Asimismo se mantuvo esperanzas en los ingresos a ser generados por la privatización de las industrias nacionales.
En 1998 Honduras se vio afectada por la inmensa catástrofe del huracán Mitch, que a su paso por Honduras arruinó la cosecha del banano, destruyó completamente la tercera parte de las infraestructuras de transporte y comunicaciones, causó daños graves a otra tercera parte y se cobró, según estimaciones del Gobierno, 6.600 muertos, 8.000 desaparecidos, 12.700 heridos y 1.400.000 damnificados por la pérdida de sus hogares, esto es, casi la cuarta parte de la población de Honduras. El presidente Carlos Flores Facussé declaró que el desastre, ocasionó perdida materiales valorados en unos US $3.800 millones de dólares. Sin embargo, la recuperación económica fue mucho más rápida de lo esperado, gracias a la asistencia financiera y humanitaria del exterior, que impidió también una escalada de precios en los productos de primera necesidad. Así, tras el 3% de crecimiento con que cerró 1998, la contracción en 1999 fue del -1,9%, mientras que en 2000 el PIB hondureño remontó con fuerza y anotó un 5,7% positivo.
A partir de 1990, el país comenzó un proceso de liberación del comercio exterior y de desregulación del mercado interno. La reforma del comercio exterior incluyó entre otras medidas, la reducción gradual de los aranceles a las importaciones, eliminación de restricciones cuantitativas a las importaciones, simplificación administrativa y eliminación a los impuestos al comercio exterior.

## sigloXXI

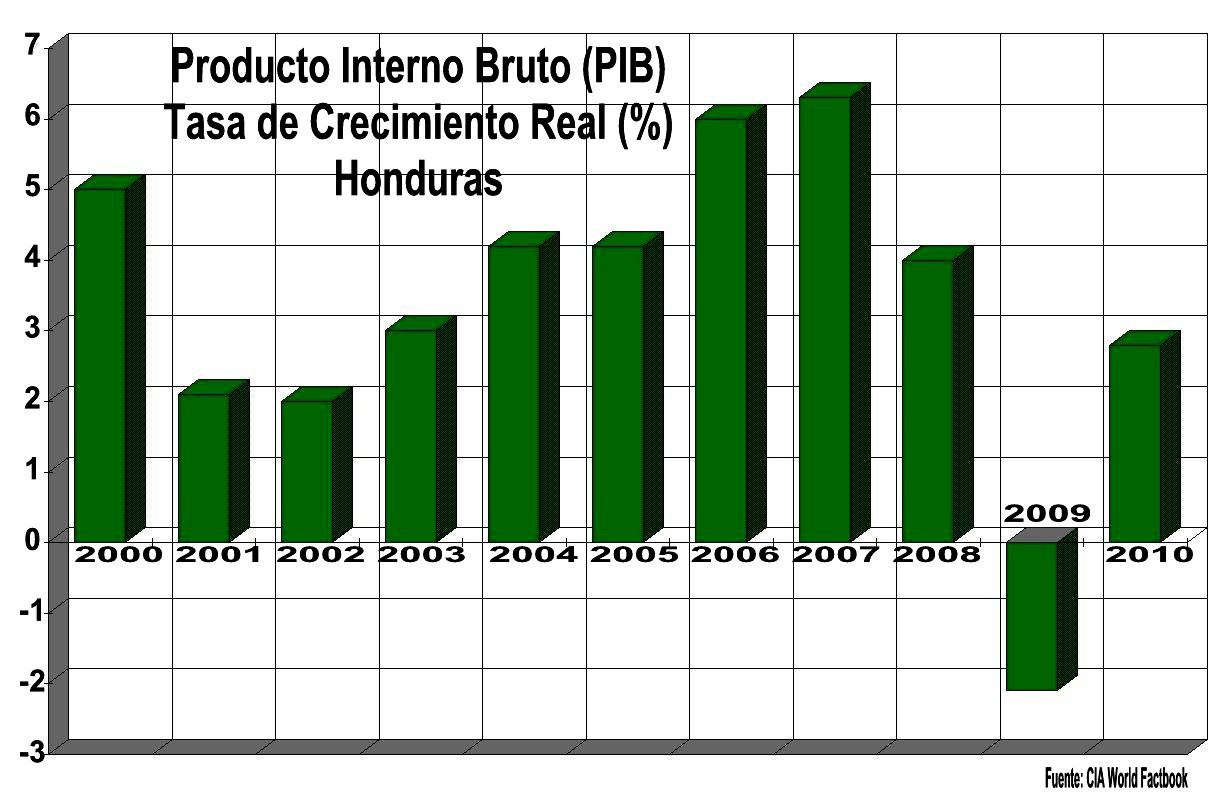
Tasa de Crecimiento Real de Honduras en los últimos años

En la primera década del siglo XXI, Honduras se convirtió en el tercer mayor exportador de textiles a los Estados Unidos después de China y México. Un gran porcentaje de las exportaciones hondureñas, son dirigidas a los Estados Unidos, el cual es su principal socio comercial.
El gobierno lleva a cabo proyectos para promover y expandir el sector industrial, diversificar la agricultura, mejorar los medios de transporte y desarrollar proyectos hidroeléctricos.
A pesar de los altos niveles de desempleo e inflación del 5%, en los últimos años la economía hondureña ha demostrado un crecimiento sostenido anual de un 5%. 
Con la firma del Tratado de Libre Comercio entre los Estados Unidos de América, Centroamérica y la República Dominicana (CAFTA), y más recientemente Canadá, se espera mucha más inversión extranjera y mayor crecimiento económico.
En el período 1990/2003, el valor de las exportaciones registró un crecimiento anual de 3.3%. Durante este período se observaron dos tendencias: 
- La primera (período 1990/1998) cuando la economía registró un crecimiento anual de 8.3%

- Y la segunda (periodo 1999/2003) en el cual se registró una caída anual de 1,8% debido a las secuelas del impacto que dejó el huracán Mitch a su paso por Honduras. Así como la caída de los precios internacionales del café uno de los soportes de la economía hondureña.

Las importaciones por otro lado, crecieron en 10.1 % durante este periodo, principalmente por las nuevas políticas de liberación de la economía. Estas políticas generaron el crecimiento del consumo, asimismo el proceso de inversión.
Desde 2004 hasta el 2007, el PIB real en Honduras creció a más del 6% por año. Durante el 2006 y 2007 las tasas de crecimiento del PIB fueron más altas de lo que habían sido durante los cuatro años anteriores, con Honduras a la cabeza de los países centroamericanos con la excepción de Costa Rica. En el 2008 la expansión desaceleró, pero aun así creció en 4% en términos reales, la cual fue la tasa más alta de la región. En la segunda mitad de 2008, la economía mundial entró en su peor recesión en más de 60 años, lo que repercutió gravemente en la economía hondureña. La crisis política que terminó en la destitución del presidente, José Manuel Zelaya Rosales agravó aún más la situación y Honduras experimentó un decrecimiento en su economía (-2%).

### Estrategia para la Reducción de la Pobreza
En 2001 fue aprobada la Estrategia para la Reducción de la Pobreza con el objetivo de reducir la pobreza de un 70 % a un 40 % en forma sostenida hasta completarse en el año 2015 con una inversión anual de 4,400 millones de lempiras anualmente, los cuales son distribuidos en aproximadamente 300 millones de lempiras a cada uno de los 18 departamentos del país para la realización de diferentes proyectos y mejoras realizadas beneficio de las comunidades y la sociedad en general.
El 55% de la ERP sería dedicado a proyectos de reactivación productiva, el 35% sería invertido en proyectos sociales: De educación, salud y cultura y un 10 % sería dedicado a proyectos de desarrollo institucional y gobernabilidad.
Entre 2001 y 2015 se utilizaron 53 mil millones de Lempiras, pero esta inversión no era fiscalizada por la población, de ahí que la ERP no utilizara y no seinvirtiera el dinero dedicado a ella. En 2009 la pobreza era de 60 % y de 65 % en 2012, por lo que en lugar de disminuir la pobreza comenzó a aumentar.

### Plan de nación
Luego del fracaso y el robo de los fondos destinados a la ERP se comenzó a hablar de un Plan de Nación, que en teoría mejoraría la economía del país.
En el 2010, la economía hondureña se recuperó de los efectos de la crisis política del 2009, así como de la crisis financiera internacional. El nivel de las exportaciones de mercancías generales alcanzó US$2,749.3 millones, influenciado por el aumento de 27.3% en las ventas de productos tradicionales. Por otro lado, los productos no-tradicionales lideraron las exportaciones al representar el 53.7% del total. Productos como el aceite de palma africana, camarón cultivado, oro y jabones sobresalieron entre los productos no-tradicionales durante el 2010.